# Decebal

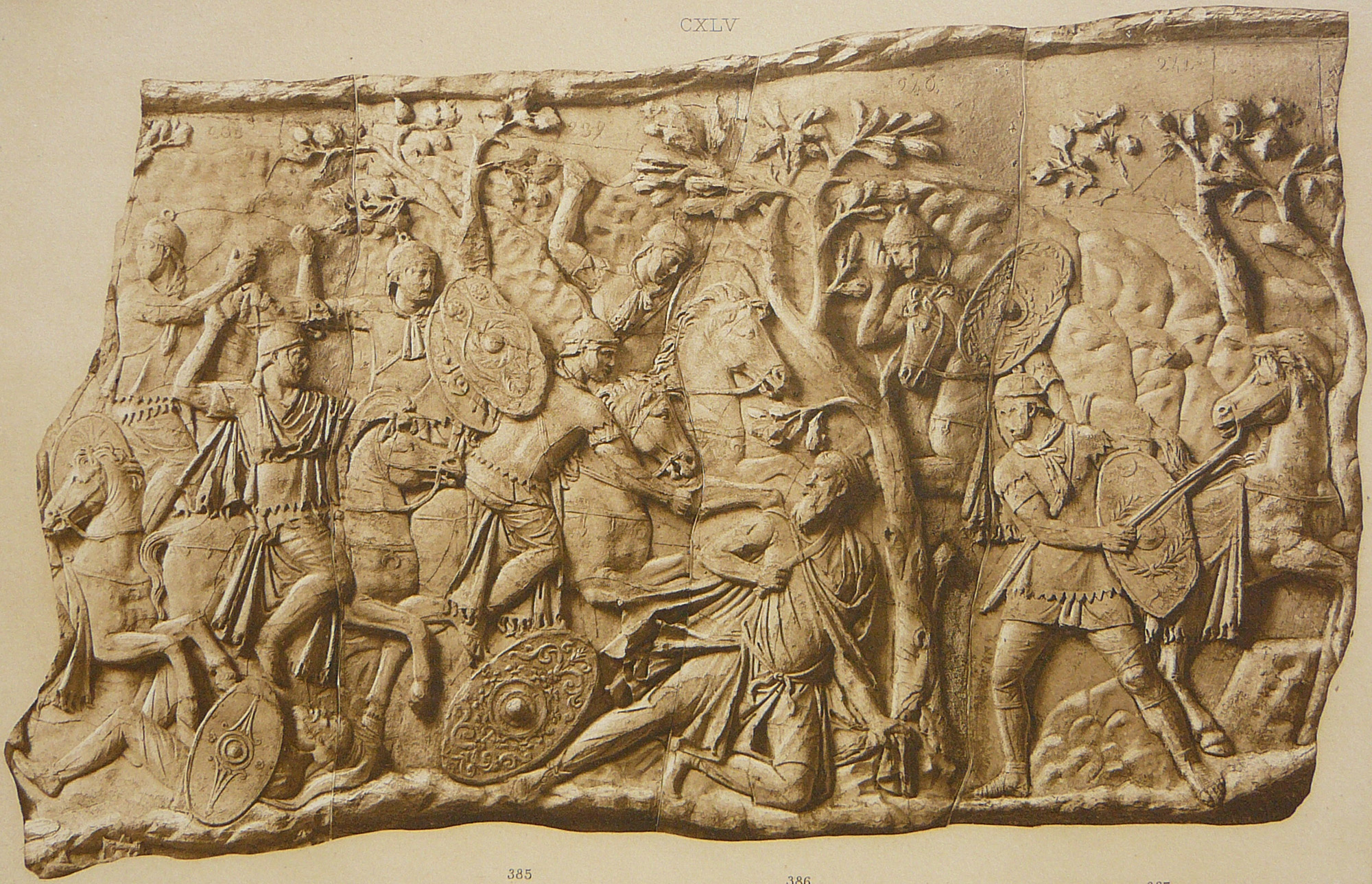
Conrad Cichorius: Decebal halála

Decebal, eredeti nevén Diurpaneus (? – 106), 87 és 106 között dák király volt, halála után országa megszűnt létezni.

## Élete, uralkodása
Fiatalkoráról semmit sem lehet tudni, a források szerint Scorilo dák király fia volt. 84 - 85 telén ő volt a Balkán-félszigetre támadó csapatok főparancsnoka. A római bosszúhadjárat idején az ő vezetésével verték meg a dákok a Vaskapu-hágónál, egy Tapae nevű falucska mellett Cornelius Fuscus seregét, a csatában maga a római vezér is elesett. Ennek a győzelemnek az emlékére vette fel a "Decebal" ("Nagy") nevet. Időközben meghalt Duras király és ő lett az új uralkodó. Már uralkodóként vezette 88-ban a dák hadsereget az újra támadó rómaiak ellen, de ezúttal vereséget szenvedett Tapae mellett. Ennek ellenére előnyös békét tudott kötni a római császárral, Domitianusszal, amelyben Decebal vállalta, hogy megvédi Rómát az északról jövő barbár támadásokkal szemben, cserében Domitianus pénzt küldött neki, a Déli-Kárpátok mentén kiépített erődrendszer karbantartására.
98-ban új császár került hatalomra, Traianus, aki semmissé nyilvánítva a 89-es békeszerződést, 101-ben megtámadta a Dák Királyságot. Decebal elvesztette ezt a háborút is, és ezúttal már súlyosabb békefeltételeket kellett elfogadnia a rómaiaktól. A háborút követően mind Decebal, mind Traianus készült a végső leszámolásra. Traianus hidat építtetett a Dunán, Drobeta mellett, hogy ezzel csapatai akadálytalan mozgását biztosítsa, ezalatt Decebal megtámadta és legyőzte a jazigokat, akik a rómaiak szövetségesei voltak.
Az újabb konfliktus 105-ben tört ki, egy év múlva a rómaiak már Sarmisegethusát, a dák fővárost ostromolták. Miután a város elesett, Decebal megpróbált a közeli hegyekbe menekülni, de néhány római lovas katona üldözőbe vette. Amikor látta, hogy nem tud menekülni, a saját kardjába dőlt, így kerülve el a római fogságot.
Decebal fejét üldözői levágták és elküldték Traianusnak, aki azt Rómában közszemlére tétette ki.

## Források

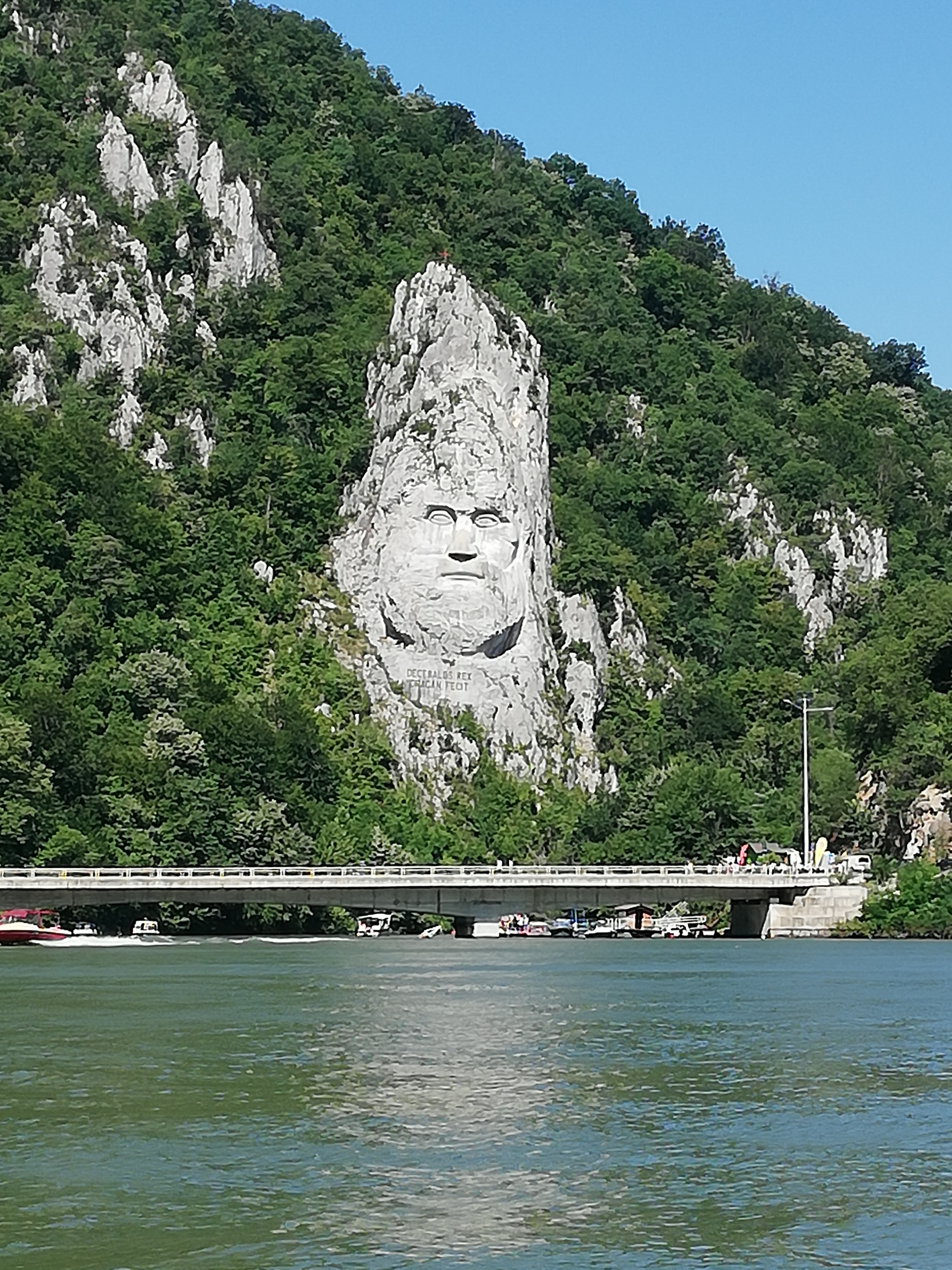